# Suhasini

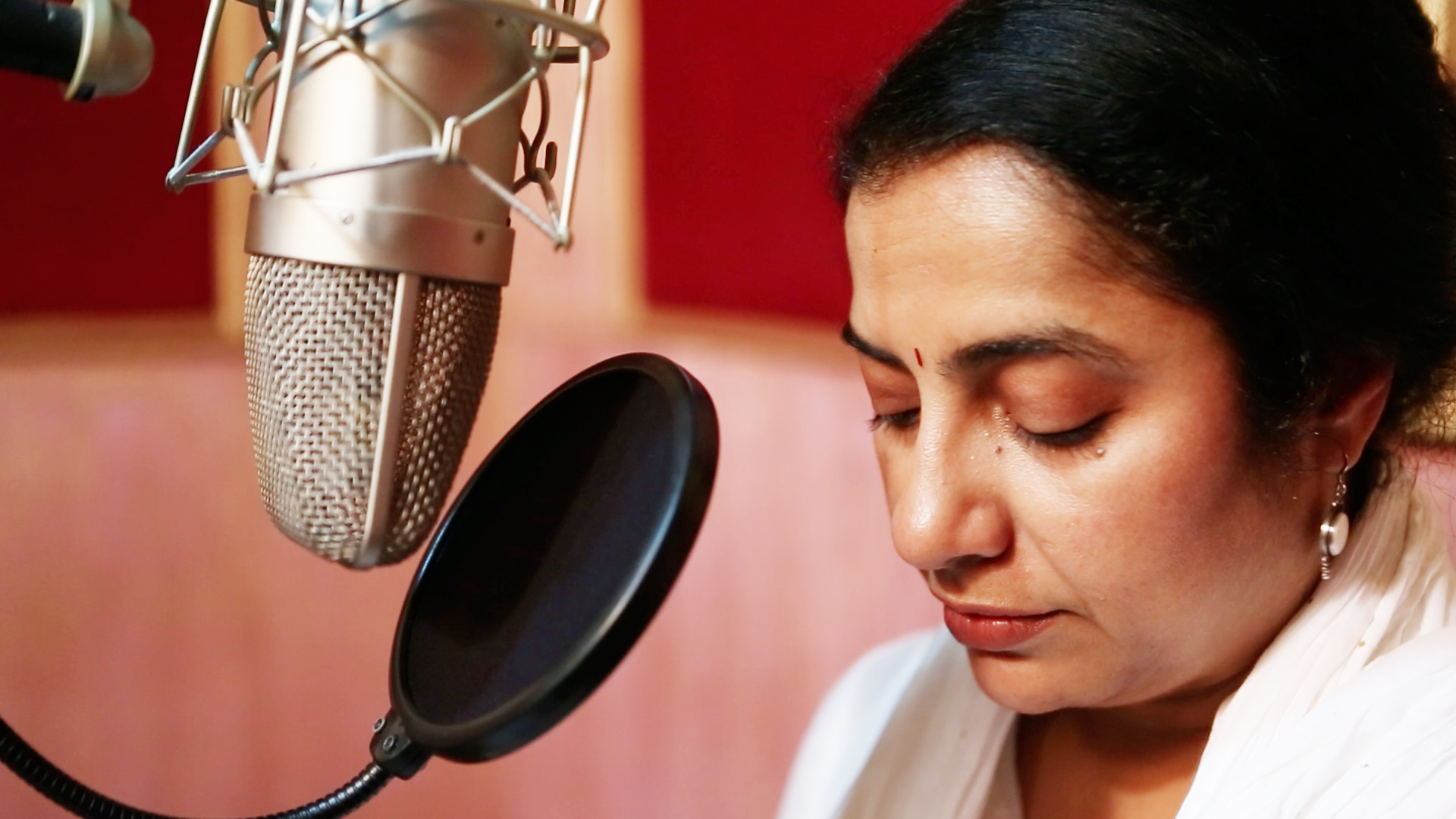
Suhasini

Suhasini (* 15. August 1961 in Parmakudi, Tamil Nadu) ist eine indische Schauspielerin.

## Leben
Suhasini absolvierte eine Ausbildung zur Filmvorführerin im Madras Film Institute. 1980 erhielt sie ihre erste Filmrolle in Nenjathai Killathey. Suhasini entwickelte sich schnell zu einer Schauspielerpersönlichkeit und spielte häufig feministische Rollen, so auch in Swati (1984) und Lawyer Suhasini (1987). Sie trat vor allem in Malayalam-Filmen, häufig mit dem Megastar des südindischen Films, Mammootty, auf.
Suhasini ist die Nichte des tamilischen Filmstars Kamal Haasan. Sie ist seit 1989 mit dem tamilischen Filmregisseur Mani Ratnam verheiratet.